# University of Maine System
Das University of Maine System (UMS) ist seit 1968 ein Verbund staatlicher Universitäten im US-Bundesstaat Maine. Dem Verbund gehören sieben Universitäten an, an denen ungefähr 34.700 Studenten eingeschrieben sind.
- University of Maine (wichtigster Standort des UMS bei Bangor)
- University of Maine at Augusta
- University of Maine at Farmington
- University of Maine at Fort Kent
- University of Maine at Machias
- University of Maine at Presque Isle
- University of Southern Maine
- University of Maine School of Law